# Paisij (Jurkov)
Paisij (světským jménem: Viktor Dmitrijevič Jurkov; * 22. října 1970, Brjansk) je ruský duchovní Ruské pravoslavné církve a biskup železnogorský a lgovský.

## Život
Narodil se 22. října 1970 v Brjansku. Roku 1973 odešel s rodinou do Moskvy.
Roku 1986 dokončil Moskevskou střední školu č. 106 a poté pokračoval na ve studiu na odborném technickém učilišti. V letech 1989–1991 sloužil v řadách Sovětské armády.
V únoru 1992 byl přijat do Věrchoturského monastýru svatého Mikuláše. Dne 24. dubna 1992 byl postřižen na rjasofora a přijal jméno Paisij na počest svatého Paisija Veličkovského.
Dne 29. dubna 1992 byl arcibiskupem jekatěrinburským a kurganským Melchisedekem (Lebeděvem rukopoložen na hierodiakona a 31. května na jeromonacha.
V březnu 1993 přešel do Novospasského monastýru v Moskvě. Zde působil jako blagočinný a učil na nedělní škole.
Roku 1998 dokončil Moskevský duchovní seminář.
Dne 26. března 1998 byl postřižen na monacha a přijal mnišské jméno Paisij na počest svatého Paisija Pečerského.
V letech 1997–2001 byl kelejníkem.
Dne 29. srpna 2007 byl povýšen na igumena.
V říjnu 2011 byl znovu jmenován blagočinným.
Dne 25. července 2014 jej Svatý synod zvolil biskupem ščigrovským a manturovským. Dne 29. července byl povýšen na archimandritu a následující den byl oficiálně jmenován biskupem.
Dne 19. srpna 2014 proběhla v chrámu Proměnění Páně Soloveckého monastýru v Archangelské oblasti jeho biskupská chirotonie. Světiteli byli patriarcha moskevský Kirill, metropolita petrohradský a ladožský Varsonofij (Sudakov), metropolita kurský a rylský German (Moralin), metropolita archangelský a cholmogorský Daniil (Dorovskich), metropolita saranský a mordovský Zynovij (Korzynkin), arcibiskup sergijevoposadský Feognost (Guzikov), biskup baltijský Serafim (Melkoňan), biskup solněčnogorský Sergij (Čašin), biskup narvský a pričudský Lazar (Gurkin), biskup orský a gajský Irineu (Tafunea), biskup narjan-marský a mezenský Iakov (Tislenko) a biskup kotlaský a velsý Vasilij (Danilov).
Dne 25. srpna 2020 byl ustanoven biskupem železnogorským a lgovským.
Dne 11. listopadu 2021 obhájil doktorát teologie na Prešovské univerzitě.
Dne 29. prosince 2021 byl jmenován rektorem Kurského duchovního semináře.